# Linha Meitetsu Nagoya

Linha Meitetsu Nagoya

A Linha Principal Nagoya (名古屋本線, Nagoya Hon Sen) é a principal linha ferroviária operada pela companhia férrea Meitetsu (名鉄) (Nagoya Railroad), entre as cidades de Toyohashi (estação de Toyohashi) na província de Aichi e Gifu (estação Meitetsu-Gifu) na província de Gifu.
Todas as 60 estações aceitam o cartão eletrônico IC manaca.
A linha foi aberta em 1 de setembro de 1944.
A linha é concorrente da linha Tōkaidō (東海道本線, Tōkaidō-honsen) na região metropolitana Chūkyō (Grande Nagoia}. Depois da privatização da Ferrovia Nacional Japonesa (日本国有鉄道, Nippon Kokuyū Tetsudō) (JNR), transformando-a em Central Japan Railway Company, essa competição tornou-se muito maior.

## Estações
- Toyohashi -  Linha Tōkaidō Shinkansen, Linha principal Tōkaidō, Linha Iida [ja]
- Ina
- Odabuchi
- Kō -  Linha Toyokawa
- Goyu
- Meiden Akasaka
- Meiden Nagasawa
- Motojuku
- Meiden Yamanaka
- Fujikawa
- Miai
- Otokogawa
- Higashi-Okazaki
- Okazakikōen-mae -  Linha ferrovia anel de aichi [ja] (Aikan) (Estação de Naka-Okazaki [ja])
- Yahagibashi
- Utō
- Shin-Anjō -  Linha Nishio [ja]
- Ushida
- Chiryū [ja] -  Linha Mikawa [ja]
- Hitotsugi
- Fujimatsu
- Toyoake
- Zengo
- Chūkyō-keibajō-mae
- Arimatsu
- Sakyōyama
- Narumi
- Moto-Hoshizaki
- Moto-Kasadera
- Sakura
- Yobitsugi
- Horita
- Jingū-mae -  Linha Tokoname [ja]
- Kanayama [ja] -  JR Tōkai,  Metrô de Nagoya
- Sannō
- Meitetsu Nagoia [ja] -  JR Tōkai,  Metrô de Nagoya,  Linha Aonami [ja] (Estação de Nagoia),  Kintetsu (Estação de Kintetsu Nagoia [ja])
- Sakō
- Higashi-Biwajima
- Nishi-Biwajima -  Linha Inumaya [ja]
- Futatsuiri
- Shin-Kawabashi
- Sukaguchi -  Linha Tsushima
- Marunouchi
- Shin-Kiyosu
- Ōsato
- Okuda
- Kōnomiya
- Shima-Ujinaga
- Myōkōji
- Meitetsu Ichinomiya -  Linha Bisai [ja],  Linha principal Tōkaidō
- Imaise
- Iwato
- Shin-Kisogawa
- Kuroda
- Kisogawa-zutsumi
- Kasamatsu -  Linha Takehana [ja]
- Ginan
- Chajo
- Kanō
- Meitetsu-Gifu [ja] -  Linha Kagamihara [ja],  Linha principal Tōkaidō, Linha principal Takayama [ja] (Estação de Gifu [ja])